# Bariumacetaat
Bariumacetaat (C4H6O4Ba) is het bariumzout van azijnzuur. De stof komt voor als een wit kristallijn poeder, dat zeer goed oplosbaar is in water. Het is matig tot slecht oplosbaar in methanol (1,43 g/L).

## Synthese
Bariumacetaat kan worden bereid door de reactie van azijnzuur met bariumcarbonaat:
{\displaystyle {\ce {BaCO3 + 2CH3COOH -> Ba(CH3COO)2 + H2O + CO2 (^)}}}
Het kan ook worden bereid uit reactie van bariumsulfide en azijnzuur:
{\displaystyle {\ce {BaS + 2CH3COOH -> Ba(CH3COO)2 + H2S (^)}}}

## Toepassingen
In de industrie wordt bariumacetaat gebruikt als droogmiddel voor verf en vernis. In de chemie wordt de stof gebruikt voor de aanmaak van andere acetaten (natrium- en calciumacetaat). In de organische chemie wordt het gebruikt als katalysator voor organische syntheses.

## Toxicologie en veiligheid
De stof ontleedt bij verbranding met vorming van giftige dampen. Bariumacetaat reageert met sterk oxiderende stoffen en zuren.
De stof kan effecten hebben op het maag-darmstelsel en bij verlaging van het kaliumgehalte (hypokaliëmie) in het serum, op de spieren, het hart en het zenuwstelsel, met als gevolg spierverlamming, een onregelmatig hartritme en ademhalingsfalen. Blootstelling (inslikken van hoge concentraties) kan de dood veroorzaken.